# Flintstonowie (film)
Flintstonowie (tytuł oryg. The Flintstones) – amerykański komediowy film fabularny powstały na podstawie serialu animowanego Flintstonowie, wyprodukowany w 1994 roku przez Universal Pictures i Amblin Entertainment. Film doczekał się prequela pt. Flintstonowie: Niech żyje Rock Vegas! po 6 latach.

## Fabuła
Flintstone’owie i Rubble’owie to rodziny z epoki kamienia łupanego. Fred i Barney pracują w kamieniołomach wysadzając skały. Fred daje Barneyowi trochę pieniędzy, aby mogli zaadoptować dziecko. Kiedy przystępują do testu, który decyduje o tym, kto powinien zostać nowym wiceprezydentem firmy, Fred nie radzi sobie zbyt dobrze, więc Barney odwdzięcza mu się odpowiedziami na pytania testowe. W końcu Fred udaje się na wymarzone stanowisko i uświadamia sobie, że jest manipulowany przez Cliffa Vandercave’a.

## Obsada
- John Goodman – Fred Flintstone
- Rick Moranis – Barney Rubble
- Elizabeth Perkins – Wilma Flintstone
- Rosie O’Donnell – Betty Rubble
- Kyle MacLachlan – Cliff Vandercave
- Elizabeth Taylor – Pearl Slaghoople, teściowa Freda
- Harvey Korman – Dictabird
- Halle Berry – panna Stone
- Dann Florek – pan Slate
- Mel Blanc – Dino (głos, nagranie archiwalne)
- Elaine Silver i Melanie Silver – Pebbles Flintstone
- Hlynur Sigurdsson i Marino Sigurdsson – Bamm-Bamm Rubble